# Pals (kommunhuvudort)
Pals är en kommunhuvudort i Spanien.   Den ligger i provinsen Província de Girona och regionen Katalonien, i den östra delen av landet, 600 km öster om huvudstaden Madrid. Pals ligger 20 meter över havet och antalet invånare är 2 366.
Terrängen runt Pals är platt norrut, men söderut är den kuperad. Runt Pals är det tätbefolkat, med 356 invånare per kvadratkilometer. Närmaste större samhälle är Palafrugell, 6,1 km söder om Pals. Trakten runt Pals består till största delen av jordbruksmark.